# Білобров Юрій Вікторович
Ю́рій Ві́кторович Білобро́в (нар. 15 липня 1986, смт Рокитне, Київська область — пом. 14 липня 2014, Луганськ, Україна) — майор Збройних сил України. Командир роти 15-го окремого гірсько-піхотного батальйону. Лицар ордена Богдана Хмельницького.

## Життєпис
Юрій Білобров народився 15 липня 1986 року в смт Рокитне на Київщині в сім'ї медиків. Батько — лікар-хірург, мати — медична сестра.
У 2001 році закінчив 9 класів загальноосвітньої школи № 1 селища міського типу Рокитне.
Закінчив Київський військовий ліцей імені Івана Богуна у 2003 році та Одеський інститут Сухопутних військ у 2007 році.
Після закінчення навчання в Одеському інституті Сухопутних військ проходив службу у 15-му окремому гвардійському гірсько-піхотному Севастопольському ордена Богдана Хмельницького батальйоні 128-ї окремої гвардійської гірсько-піхотної Туркестансько-Закарпатської бригади Сухопутних військ Збройних Сил України, військова частина А1778, місто Ужгород.
З квітня 2014 року брав участь в антитерористичній операції на сході України.

## Обставини загибелі
Загинув 14 липня 2014 року під час виконання бойового завдання зі знищення незаконних збройних формувань поблизу аеропорту м. Луганськ.
Похований на центральному цвинтарі смт Рокитне, Київська область.
Вдома залишилася дружина.

## Нагороди
- Орден Богдана Хмельницького III ступеня — за особисту мужність та героїзм, виявлені у захисті державного суверенітету та територіальної цілісності України, вірність військовій присязі під час російсько-української війни, 21 жовтня 2014 року (посмертно)[4].
- Нагрудний знак «За оборону Луганського аеропорту».

## Вшанування пам'яті
У вересні 2014 року майору Білоброву посмертно присвоєно звання почесного громадянина Ужгорода.
У жовтні 2015 року в Ужгороді, у вестибюлі Ужгородського об'єднаного міського військового комісаріату Закарпатської області, на честь майора Білоброва встановлено меморіальну дошку.
8 травня 2015 року на будівлі Рокитнянської школи № 1, де навчався Юрій Білобров, встановлено меморіальну дошку на його честь.
9 грудня 2016 року біля центрального входу до Київського військового ліцею імені Івана Богуна, в якому Юрій Білобров навчався у 2001—2003 роках у 3-му взводі 5-ї роти, встановили меморіальну дошку.
- Почесний громадянин міста Ужгорода (посмертно; рішення Ужгородської міської ради від 19.09.2014 року)[8]